# Старовік Віталій Вікторович
Віталій Вікторович Старовік (нар. 3 вересня 1978, Лутугине, Луганська область, УРСР) — український футболіст, виступав на позиції півзахисника.

## Життєпис
На професіональному рівні дебютував у 1995 році в команді вищої ліги «Зоря» з Луганська. Потім виступав за другу й третю команди київського «Динамо», черкаський «Дніпро», житомирське «Полісся», «Авангард» з міста Ровеньки, а також львівські «Карпати». З 2001 по 2006 рік виступав за клуби з країн СНД, молдовський «Ністру», махачкалинське «Динамо», білоруське «Торпедо» і п'ятигорський «Машук-КМВ».
У сезоні 2006/07 повернувся на батьківщину, де протягом року захищав кольори «Кримтеплиці». В її складі він зіграв 35 ігор і забив 7 м'ячів.
З липня 2008 року виступав за овідіопольський клуб «Дністер», у команді обрав собі 10-й ігровий номером. За «Дністер» в першій лізі дебютував в матчі проти «Олександрії», матч закінчився перемогою овідіопольців з рахунком (2:1). Потім повернувся до «Кримтеплиці». Футбольну кар'єру завершив у 2013 році в складі клубу «Реал Фарма».
З лютого 2014 по 2016 рік працював тренером у молодіжній академії одеського Чорноморця«». З 2017 року допомагав тренувати фейковий кримський клуб «Кримтеплиця».
2 липня 2019 року став асистентом головного тренера одеського «Чорноморця» Ангела Червенкова. 16 вересня 2019 року Віталій Старовік був призначений виконуючим обов'язки головного тренера одеського «Чорноморця». 14 жовтня 2019 року «моряків» очолив Остап Маркевич, а Віталій Старовік був призначений на посаду тренера команди «Чорноморець-2».